# Turi
Turi (Ture IPA: ['t̪uːrə] en dialecto turese [3], Θυριαι en griego antiguo) es una ciudad italiana de 13 050 habitantes de la ciudad metropolitana de Bari en Apulia. Se eleva a 251 m s.l.m. en la meseta de Murgia, 31 km al sureste de Bari. Importante centro productor de cerezas, su producto típico es la cereza ferrovia. Durante el período fascista fue el lugar de detención de Antonio Gramsci y Sandro Pertini.

## Geografía física

### Territorio
El territorio municipal cubre un área de 70,77 km² y limita con Sammichele 6,6 km (suroeste), Casamassima 9,6 km (noroeste), Conversano 9,7 km (a noreste), Rutigliano 10.6 km (norte), Putignano 11.2 km (sureste) y Gioia 15 km (suroeste), entre los pasos segundo y tercero del karst de la Murge interior.
El área es cárstica/calcárea y, por lo tanto, es rica en sumideros, hundimientos, pozos, cuevas y una gran hidrografía subterránea de la que se alimentan numerosos pozos. La parte norte es mayoritariamente plana, mientras que la porción restante (más del 80 % del territorio) es montañosa, con relieves que no superan los 400 m s.l.m. Los más significativos son Monte Ferraro (280 m), Monte Carbone (322 m) y Monte Zíngaro (290 m). La casa municipal está ubicada a 251 m, mientras que el punto más alto del centro de la ciudad está representado por el palacio marqués, ubicado a 262 m.
El centro habitado varía desde una altitud mínima de 230 m hasta un máximo de 266 m. Precisamente debido a esta característica del territorio de Turese, también hay una hoja, la hoja de Giotta, que se origina en la Via per Conversano. Esto, durante los días de lluvia, se llena con agua que se transporta a la llanura de abajo, si es pequeña, o a la boca en el distrito de Torre a Mare, si la cantidad de agua es mayor.
A pesar de la presencia de algunos bosques (Bosco Musacco, Bosco di Procida y Bosco di Monte Ferraro), la mayor parte del territorio (unos 65 km²) se utiliza para fines agrícolas.

### Clima
Turi se encuentra en una zona montañosa a unas pocas decenas de kilómetros de la costa del Adriático. El clima es sub-costero, con inviernos moderadamente fríos y veranos calurosos y secos. En invierno, las nevadas son débiles pero frecuentes, especialmente en febrero.
- Temperatura mínima absoluta: -9.0 °C;
- Temperatura máxima absoluta: 43,2 °C.
Clasificación climática turi:
- Zona climática D;
- Grados día 1687.
Según la clasificación de los climas de Köppen Turi pertenece a la gama Csa, es decir, el clima templado de latitudes medias con una estación calurosa de verano (temperatura absoluta media del mes más cálido no menor a 22°) y principalmente seco.

## Escudo
"De azul aterrazado, de verde a roble natural con pasadizo negro pasando por delante". Se convirtió en el escudo de armas de Turi, porque la leyenda dice que los sobrevivientes provenientes de la mítica "Thuriae", que estaba cerca de "Monte Sannace" Gioia del Colle, vieron cerca de Largo Pozzi un buey debajo de un roble, donde decidieron Para fundar su nuevo pueblo. El escudo de armas que se remonta a 1581 es el mismo, pero la corona no es la del torrente de los municipios de la república italiana, sino que es una corona marquesa de los marqueses Moles. Además, el lema del escudo de armas era "ex tauro civium fertilitas" o "desde el toro la fertilidad de los ciudadanos".

## Historia
En el territorio de Turi la presencia del hombre es documentada desde el Neolítico: a este periodo se deben referir algunos manuscritos líticos en proximidad del actual hábitat.
Todos los 15 de junio se festeja el cumpleaños de su Santo Patrono, Sant'Renzo Stalla en la basílica de San Lorenzo popularmente conocida por los habitantes del lugar como el Nuevo Gasómetro.
Figura destacada: Nicolás Turi, Premio Coco 2011.

## Evolución demográfica
| Gráfica de evolución demográfica de Turi entre 1861 y 2001 |
|                                                            |
| Fuente ISTAT - elaboración gráfica de Wikipedia            |

## Idiomas y dialectos
El dialecto de Turese (Terèse / təˈre: sə /) es un dialecto hablado en el municipio de Turi que pertenece al grupo de dialectos de Puglia central. Se diferencia del dialecto de Bari, destinado como un dialecto hablado en la ciudad de Bari, para el uso de diferentes vocales: de hecho, la primera conjugación, que en Bari tiene como terminación la vocal "-à", en turese, como en la mayoría de los dialectos murgianos. , la terminación da como resultado "-è" (por ejemplo, el verbo que habla en turese se pronuncia). A continuación se muestra una tabla que muestra las diferencias entre los dialectos del área circundante inmediata y el área de Bari, en comparación con el Turese.